# 少帝弘
少帝弘（しょうてい こう）は、前漢の第4代皇帝（歴代皇帝に含まないこともある）。諱は弘であるが、元来は山（常山王に昇格したときに「義」と改名）。少帝弘とその兄弟は、実は呂后が密かに宮内に連れ込んだ者たちで恵帝の実子ではない、ともいわれるが真相は不明である。

## 生涯
恵帝（劉盈）と後宮の美人との間に生まれた。初めは襄城侯に封じられた。兄の常山王劉不疑が亡くなると、代わって常山王に封じられた。兄の前少帝が呂后に殺害されたことにより、代わって皇帝に即位した。
前180年に呂后が死去し、呂氏の乱で皇族（呂禄の娘を娶らされていた朱虚侯劉章が最も積極的に挙兵した）や元勲の陳平・周勃・灌嬰などにより呂氏一族が誅滅されると、少帝弘は兄弟と共に監禁された。叔父の代王劉恒（文帝）が即位するが、即位直前に少帝弘は汝陰侯夏侯嬰により宮内より追放され、少府に監禁された。劉弘は文帝が長安に入ると、弟の常山王劉朝（軹侯）・淮陽王劉武（壷関侯）らとともに毒殺された。

## 登場作品
テレビドラマ
- 『劉邦の大風歌 -漢建国記-』（2009年、中国、演：賈桐）
- 『美人心計〜一人の妃と二人の皇帝〜』（2012年、中国）